# Santuario del Poggetto
Il santuario del Poggetto, chiamato anche santuario della Beata Vergine dell'Annunciazione nel Poggetto o Beata Vergine Maria del Poggetto,  è una chiesa sussidiaria a Sant'Egidio, frazione di Ferrara. Risale al XII secolo.

## Storia
Il santuario, che è sussidiario della parrocchiale di Sant'Egidio, secondo quanto scritto da Marco Antonio Guarini fu, con questa, enfiteusi del causidico Antonio Bianchi.
La tradizione popolare racconta che un'immagine della Madonna fu trovata e poi esposta su una robusta quercia, in posizione elevata per salvarla dalla frequenti inondazioni provocate dal Po di Primaro.
Tale immagine sacra venne ritenuta miracolosa dai fedeli di Sant'Egidio, in particolare durante il periodo di quaresima e in seguito fu conservata nel santuario. L'opera, che risale al XVI secolo, sembra poter essere attribuita a Sebastiano Filippi.
Importanti lavori di ristrutturazione vennero effettuati nel 1727 e nel 1888. Nel 1894 venne completamente rivista ed assunse un aspetto gotico-lombardo. Tra le due guerre mondiali, il coro absidale venne decorato dal pittore Ildebrando Capatti con medaglioni di ispirazione mariana, poi in parte distrutti dai bombardamenti e infine ricoperti nel post-concilio.

## Descrizione
Il santuario del Poggetto ha questo nome perché posizionato su un piccolo rilievo (poggetto) nel territorio tipicamente pianeggiante della provincia di Ferrara.